# Междусопочный
Междусопочный — потухший вулкан на полуострове Камчатка, Россия.
Вулкан относится к Срединному вулканическому поясу и Седанкинскому вулканическому району.
Он находится на западном склоне Срединного хребта, в истоках реки Пирожниковой, к северу от озера Междусопочного.
В географическом плане вулканическое сооружение имеет несколько вытянутую в северо-западном направлении форму с осями 11 × 7,5 км, площадью в 90 км². Объём изверженного материала ~25 км³. Абсолютная высота — 1653 м, относительная : восточных склонов — 600 м, западных — 850 м. Диаметр кратера — 300 м, глубина — 30 м. Диаметр кратера вулкана 200 м, глубина 60-80 м.
Состав продуктов извержений представлен базальтами.
Деятельность вулкана относится к голоценовому периоду.